# Distrikt Oropesa (Quispicanchi)
Der Distrikt Oropesa liegt in der Provinz Quispicanchi der Region Cusco in Südzentral-Peru. Der Distrikt wurde am 21. Juni 1825 gegründet. Er hat eine Fläche von 74,44 km². Beim Zensus 2017 lebten 9444 Einwohner im Distrikt. Im Jahr 1993 lag die Einwohnerzahl bei 5410, im Jahr 2007 bei 6432. Die Distriktverwaltung befindet sich in der Kleinstadt Oropesa mit 4411 Einwohnern (Stand 2017). Oropesa liegt 24 km ostsüdöstlich der Regionshauptstadt Cusco. 

## Geographische Lage
Der Distrikt Oropesa befindet sich in den Anden im äußersten Westen der Provinz Quispicanchi. Die 3110 m hoch gelegene Kleinstadt Oropesa befindet sich im Flusstal des Río Huatanay, ein linker Nebenfluss des Río Vilcanota (Oberlauf des Río Urubamba). Am nördlichen Talhang befindet sich die Ruinenstadt Tipón.
Der Distrikt Oropesa grenzt im Westen an den Distrikt Saylla (Provinz Cusco), im Norden an den Distrikt San Salvador (Provinz Calca), im Osten und Süden an den Distrikt Lucre sowie im Südwesten an den Distrikt San Jerónimo (ebenfalls in der Provinz Cusco).